# Rodrigue Ossandza
Rodrigue Ossandza es un deportista congoleño que compitió en judo. Ganó una medalla de bronce en el Campeonato Africano de Judo de 1996, en la categoría de –60 kg.

## Palmarés internacional
| Representando a Zaire |                       |                   |           |
| Campeonato Africano   |                       |                   |           |
| Año                   | Lugar                 | Medalla           | Categoría |
| 1996                  | Sudáfrica (Sudáfrica) | Medalla de bronce | –60 kg    |